# ICAO-code
De ICAO-codes zijn twee- tot vierletterige codes die verwijzen naar navigatiebakens, vliegvelden en weerstations, luchtvaartmaatschappijen of luchtruimen.
Deze door de ICAO in samenwerking met de Wereld Meteorologische Organisatie (WMO) vastgestelde codes worden gebruikt door piloten en luchtverkeersleiders, in hun communicatie, bij de opmaak van vluchtplannen en in de Notams (= Notices to Airmen). Elke luchthaven heeft een unieke code. Vaak verwijst deze naar de locatie of naam van het vliegveld (bijvoorbeeld EHAM naar AMsterdam), maar dat is zeker niet altijd het geval, zo is DXXX de code van de luchthaven van Lomé in Togo.
Veel luchthavens hebben ook een IATA-code. Deze code wordt, in tegenstelling tot de ICAO-code, alleen gegeven aan luchthavens met commerciële vluchten. De IATA-code wordt daarom vaak gebruikt door passagiers (zoals AMS voor Schiphol), terwijl de ICAO-code wordt gebruikt in het  Vliegplan  (in item 13 en 16 respectievelijk de vertrek en aankomstluchthaven in vierletterige code) 

## Samenstelling
De eerste 1 of 2 letters van de code bepalen de wereldzone en het land. Zo staat de eerste letter E voor Noord-Europa, en de tweede letter H staat voor Nederland. De laatste 2 letters bepalen de luchthaven. Bij Rotterdam The Hague Airport is de code bijvoorbeeld EHRD, en de code voor Brussels Airport is EBBR (Europe, Belgium, Brussel).

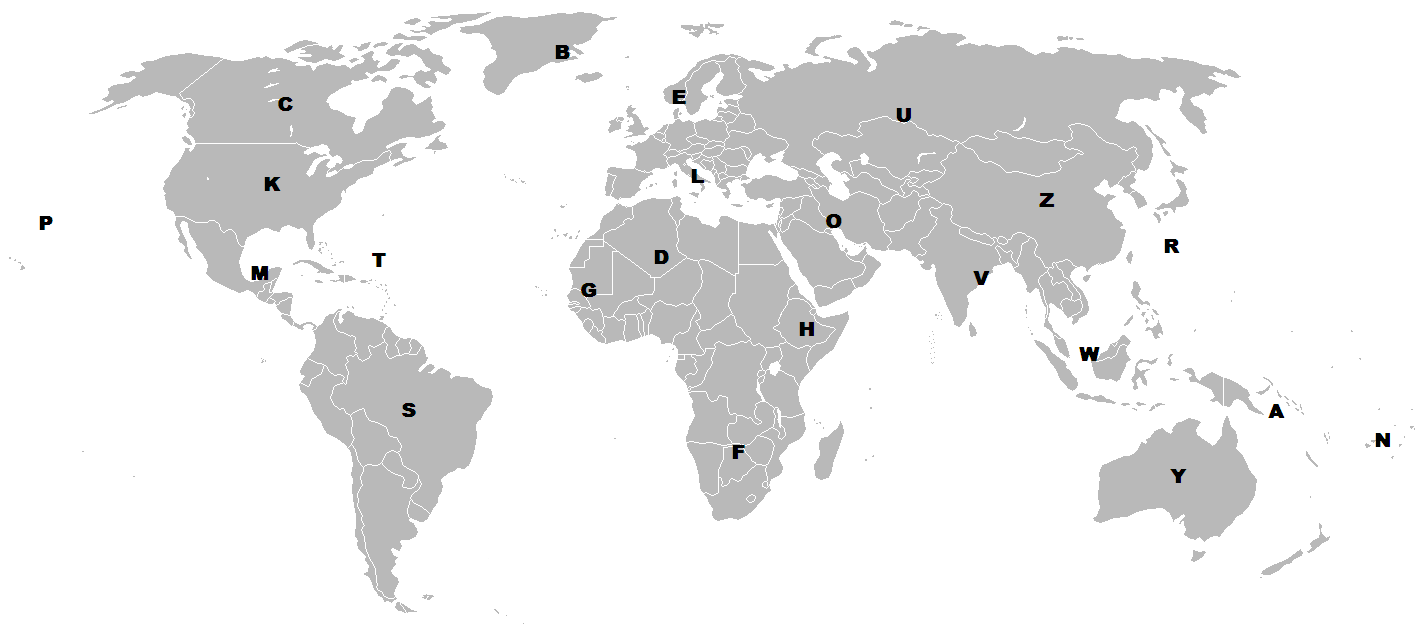
Verschillende zone's voor de eerste letter van de ICAO-code.

### Voorbeelden land-/gebiedscodes
| Code | Land                                                  |
| ---- | ----------------------------------------------------- |
| EB   | België (Europe, Belgium)                              |
| ED   | Duitsland (Europe, Deutschland)                       |
| EG   | Groot-Brittannië (Europe, Great Britain)              |
| EH   | Nederland (Europe, Holland)                           |
| EL   | Luxemburg (Europe, Luxemburg)                         |
| EK   | Denemarken (Europe, Kopenhagen)                       |
| EN   | Noorwegen (Europe, Norway)                            |
| EP   | Polen (Europe, Poland)                                |
| ES   | Zweden (Europe, Sweden)                               |
| EY   | Litouwen (Europe, Lithuania)                          |
| K    | Verenigde Staten (Continental states)                 |
| P    | Verenigde Staten (Pacific; Alaska, Hawaii, Guam etc.) |
| LF   | Frankrijk (Europe zone zuid, France)                  |
| LI   | Italië (Europe zone zuid, Italy)                      |
| LG   | Griekenland (Europe zone zuid, Greece)                |
| LS   | Zwitserland (Europe zone zuid, Switzerland)           |
| FA   | Zuid-Afrika                                           |
| TN   | Nederlandse Antillen                                  |
| U    | Voormalige Sovjet-Unie                                |

## Overig gebruik
De ICAO-codes kunnen ook delen van het luchtruim aanduiden, beheerd door een bepaalde luchtverkeersleidingsorganisatie. Een voorbeeld is EHAA, het gebied dat onder verantwoordelijkheid valt van Luchtverkeersleiding Nederland (LVNL). Een voorbeeld van een weerstation is het KNMI in De Bilt met de code EHDB.
Verder hebben alle geregistreerde navigatiebakens een lettercode van twee voor eenvoudige markers, drie voor VOR/DME of ILS (Bijvoorbeeld SPY voor het baken Spijkerboor) en vijf letters voor belangrijke fictieve kruispunten (Eng: waypoints) (bijvoorbeeld ARTIP).